# Puente de Tsing Ma
El puente de Tsing Ma (en chino tradicional, 青馬大橋; en chino simplificado, 青马大桥; pinyin, Qīngmǎ Dàqiáo) es un puente colgante situado en Hong Kong, China. Es el séptimo puente colgante más largo del mundo. 
El nombre proviene de Tsing Yi y Ma Wan, dos de las islas de Hong Kong. El puente tiene dos plataformas, una para el tráfico rodado y otra para el ferrocarril, lo que le convierte en el más largo del mundo de este tipo. En la plataforma superior hay 6 carriles para automóviles y en la inferior dos vías ferroviarias, así como dos carriles más para vehículos que se utilizan cuando el viento es fuerte. La longitud del vano principal es de 1.377 m, y los pilares tienen una altura de 206 m. Es el puente con el mayor vano del mundo destinado para trenes. La anchura del puente es de 41 metros y se inauguró el 27 de abril de 1997.
El puente de Tsing Ma une las islas del Tsing Yi al norte y Ma Wan al oeste atravesando el Canal de Ma Wan. El puente es parte del Enlace de Lantau, que une Hong Kong con Chek Lap Kok, donde está situado el Aeropuerto internacional de Hong Kong. El gálibo para el tráfico marítimo es de 62 metros.